# Pontiac Montana
Der Pontiac Montana ist ein Großraum-Van der Marke Pontiac des US-amerikanischen Herstellers General Motors mit Front- oder Allradantrieb. Er wurde von 1998 bis Ende 2008 in Nordamerika und Mexiko angeboten.

## Montana (1998–2005)
Von 1996 bis 1998 handelte es sich noch um die neue und zweite Baureihe des Pontiac Trans Sport. „Montana“ bezeichnete zunächst ein Options-Paket mit einer speziellen Verkleidung und Radausstattung, das dem Modell ein SUV-ähnliches Aussehen verlieh.
Die Produktion dieser Generation fand im GM-Werk in Doraville, Georgia statt. Den Pontiac Montana gab es sowohl als Modell mit kurzem (SWB, Short-Wheelbase) als auch mit langem Radstand (LWB, Long-Wheelbase).
Zum Modelljahr 1999 (in Kanada: Modelljahr 2000) ersetzte die Modellbezeichnung „Montana“ die Modellbezeichnung Trans Sport.
Der Pontiac Montana war baugleich mit dem Buick GL8, dem Chevrolet Venture, dem Oldsmobile Silhouette und dem Opel Sintra bzw. Vauxhall Sintra (nur mit kurzem Radstand). In Europa gab es den Montana mit Chevrolet-Emblemen auch als Chevrolet Trans Sport zu kaufen.

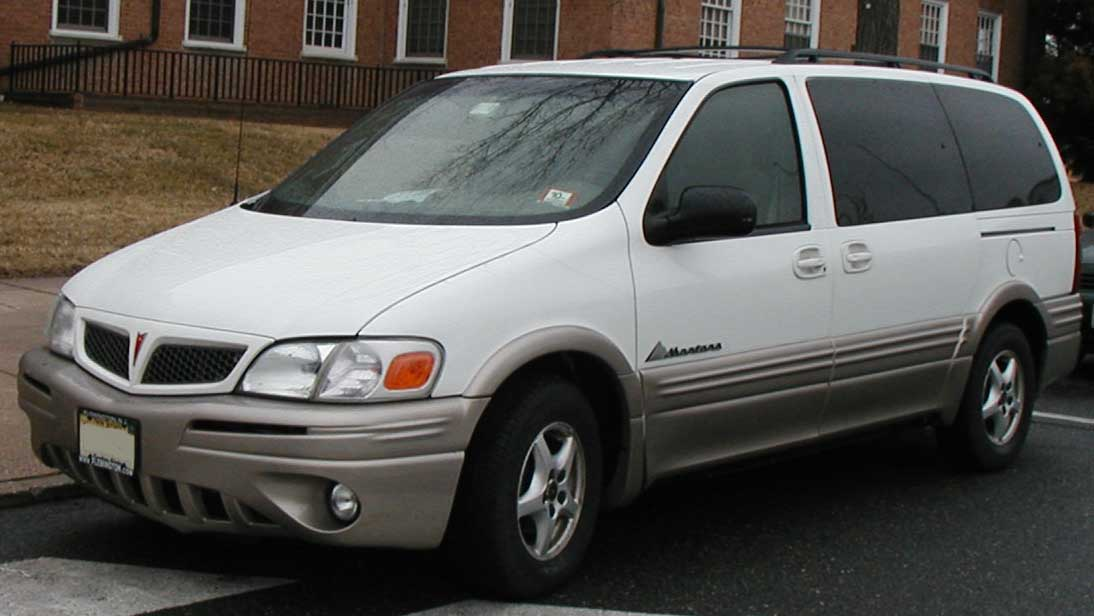
Pontiac Montana LWB (2001–2005)
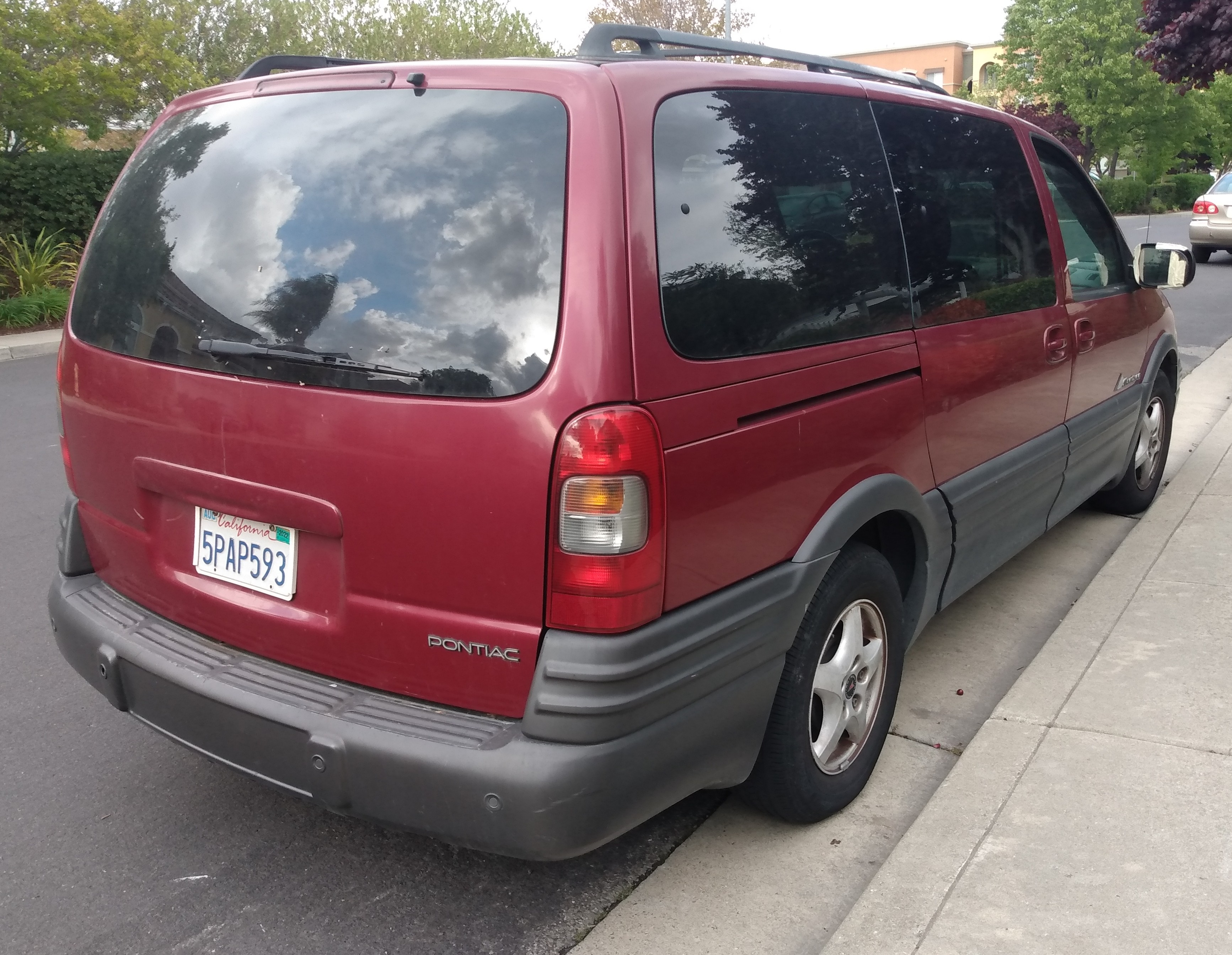
Heckansicht
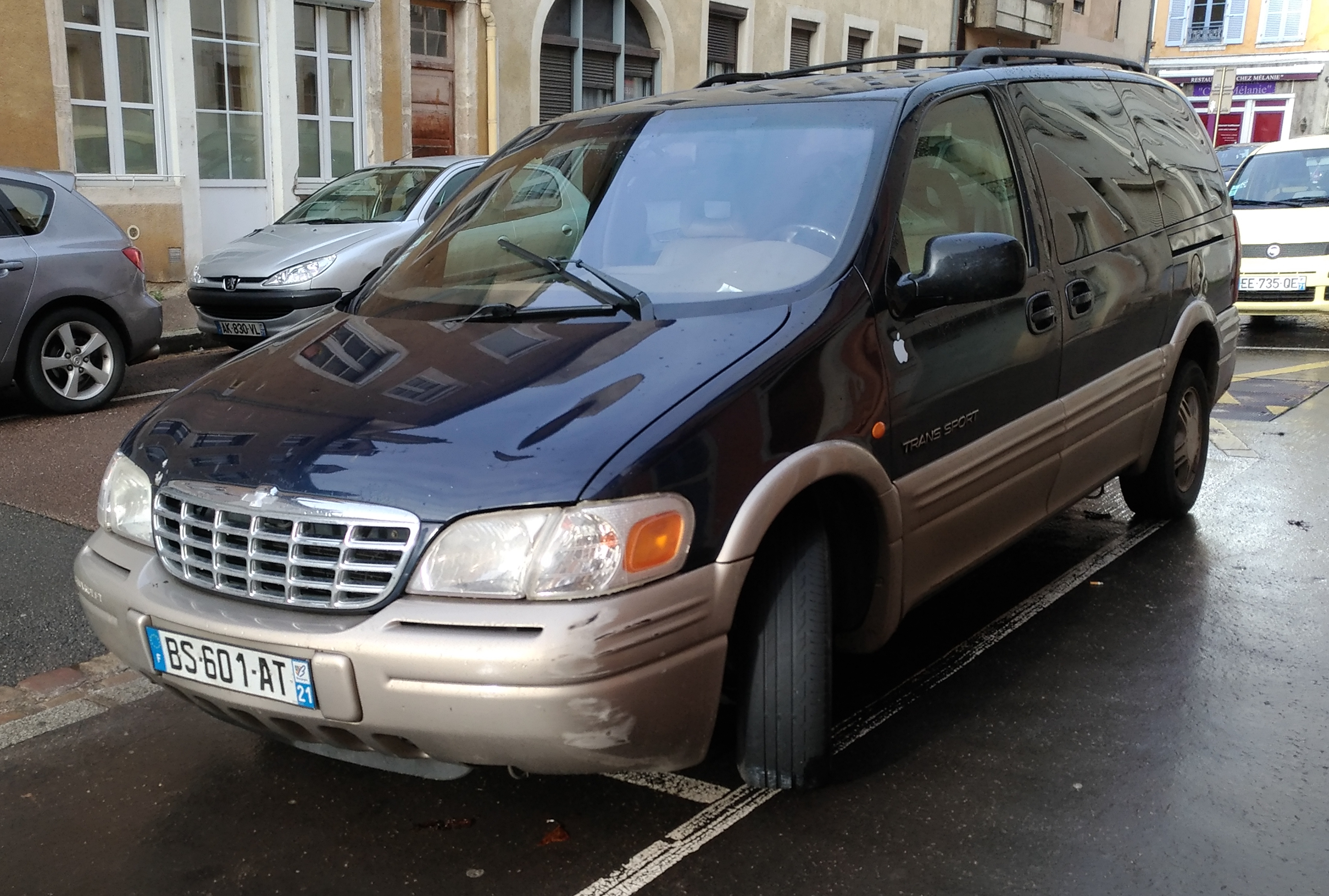
Chevrolet Trans Sport

## Montana SV6 (2005–2008)
Im Frühjahr 2005 erhielt der nun Montana SV6 bezeichnete Wagen ein weniger aerodynamisches Design, das an einen SUV erinnern soll. Er basierte auf der gleichen Plattform wie die Modelle Buick Terraza, Chevrolet Uplander und Saturn Relay.
Er wurde bis 2006 in den USA und bis Anfang 2009 in Kanada und Mexiko angeboten.
Ende 2008 wurde die Produktion des Montana SV6 eingestellt.

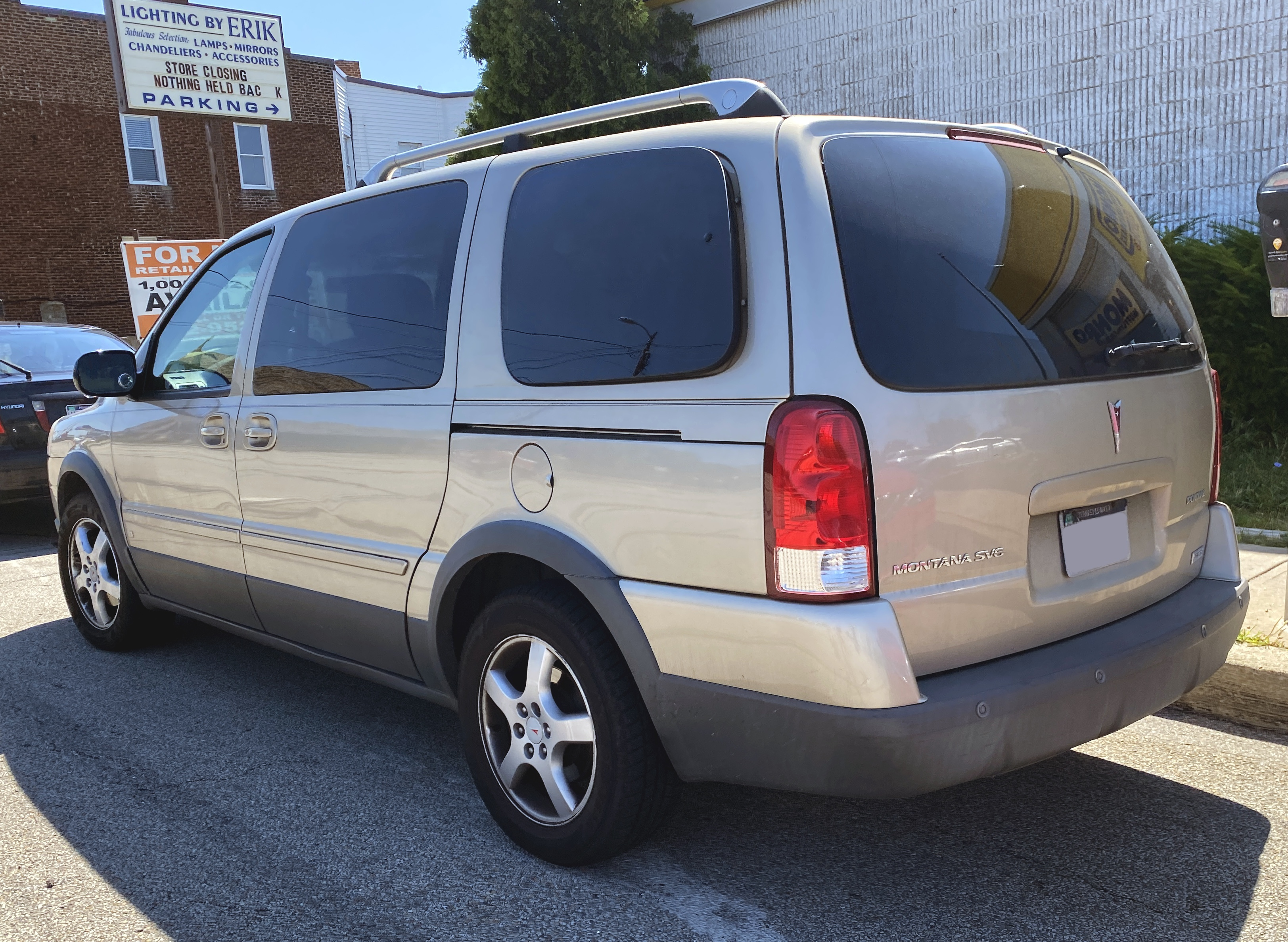
Heckansicht